# شیگرو آئویاما
شیگرو آئویاما (انگلیسی: Shigeru Aoyama) (متولد ۲۷ آوریل ۱۹۶۹) بازیکن سابق تیم ملی والیبال ژاپن که در بازی‌های المپیک تابستانی ۱۹۹۲ به رقابت پرداخت.
شیگرو در انتها المپیک ۱۹۹۲ به عنوان دومین بازیکن باارزش تورنمنت معرفی شد.